# بسکتبال مردان هاروارد کریمسون
بسکتبال مردان هاروارد کریمسون (به انگلیسی: Harvard Crimson men's basketball) تیم بسکتبال مردان دانشگاه هاروارد است که در کنفرانس آیوی لیگ در لیگ دسته یک ان‌سی‌ای‌ای حضور دارد. این تیم بازی‌های خانگی خود را در ورزشگاه «لاویتس پاویلیون» انجام می‌دهد.
مربیگری این تیم از سال ۲۰۰۷ بر عهده تامی امیکر است.
جرمی لین از سال ۲۰۰۶ تا ۲۰۱۰ در این تیم باز کرد. در اولین فصل حضور لین در این تیم یکی از مربیان تیم هاروارد وی را ضعیف‌ترین بازیکن می‌دانست اما جرمی در سه فصل بعد در بازی‌های تیمش خوش درخشید تا جایی که در میانه فصل سوم حضورش به عنوان یکی از کاندیدهای «جایزه جان آر. وودن» معرفی شد. وی در سال ۲۰۱۰ از دانشگاه هاروارد فارغ‌التحصیل شد و به تیم نیویورک نیکس پیوست. از وی به عنوان یکی از برترین بازیکنان تاریخ دانشگاه یاد می‌شود.